# Fritz Heinrich (Politiker)
Fritz Heinrich (* 8. Februar 1921 in Feudingen; † 7. März 1959 in Biedenkopf) war ein deutscher Gewerkschafter und Politiker der SPD.

## Leben und Beruf
Nach dem Besuch der Volksschule absolvierte Heinrich von 1935 bis 1939 eine Maschinenschlosserlehre. Nachdem er in diesem Beruf gearbeitet hatte, war von 1941 an Soldat im Zweiten Weltkrieg. Er wurde schwer verwundet (60 % Kriegsbeschädigung) und geriet in amerikanische Gefangenschaft, aus der er erst Ende 1945 entlassen wurde. Von 1946 bis 1948 arbeitete er für die Stadt- und die Amtsverwaltung in Bad Laasphe. Seit 1947 engagierte er sich in der ÖTV. Ab 1948 war er hauptberuflich für den DGB als Gewerkschaftssekretär tätig.

## Politik
Heinrich gehörte seit 1946 der SPD an und wurde 1950 Ortsvorsitzender in Bad Laasphe. Im Jahr 1952 wurde er zum zweiten Vorsitzenden des SPD-Unterbezirks Siegen/Wittgenstein gewählt. Heinrich wurde 1948 Mitglied der Gemeindevertretung in Bad Laasphe und des Kreistages. Im Kreistag war er Vorsitzender der SPD-Fraktion. Dem Deutschen Bundestag gehörte er seit der Bundestagswahl 1953 an und wurde über die Landesliste der SPD Nordrhein-Westfalen gewählt, bei der Bundestagswahl 1957 wurde er wiedergewählt. In beiden Wahlperioden war er im Ausschuss für Arbeit tätig, ab 1957 zusätzlich auch noch im Ausschuss für Ernährung und Landwirtschaft. Während seiner zweiten Wahlperiode starb Heinrich an den Spätfolgen seiner Kriegsverletzungen. Sein Nachfolger im Bundestag wurde der Abgeordnete Arthur Killat.

## Ehrungen
Nach Heinrich ist das Seniorenzentrum der Arbeiterwohlfahrt in Bad Laasphe benannt.